# Port lotniczy Hrabstwo Outagamie
Port lotniczy Hrabstwo Outagamie (IATA: ATW, ICAO: KATW) – port lotniczy położony w mieście Greenville, w stanie Wisconsin, w Stanach Zjednoczonych.